# Délit de façade

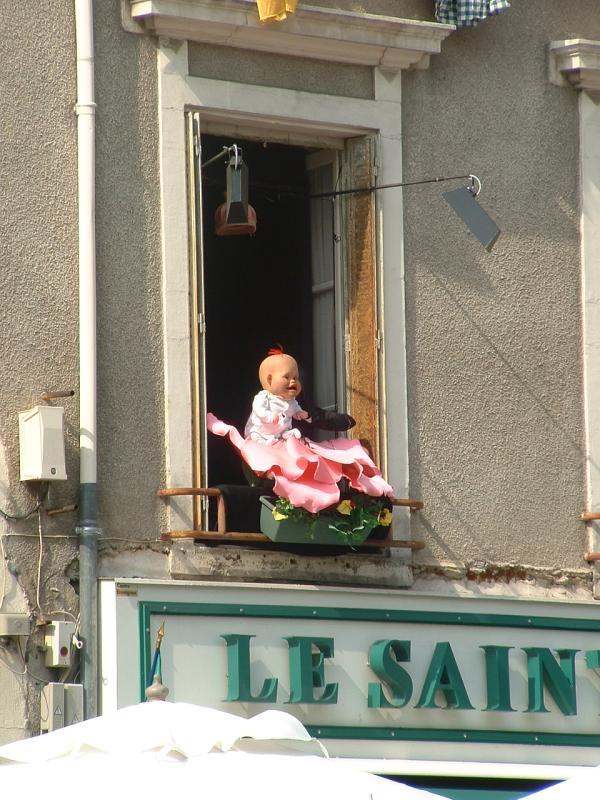
Délit de façade au festival Chalon dans la rue, 2004

Délit de façade est une compagnie de théâtre française de marionnettes.

## Histoire
Spectacle, sur une idée originale de Agathe Arnal, Clara Duverne et Jean-Michel Moutte avec les marionnettes de Romain Duverne. La compagnie effectue des tournées depuis 2002.

## Type de marionnettes
Marionnettes « à prise directe » (style Muppet), deux manipulateurs en noir sur fond noir. Le théâtre joue sur de vraies façades de maison dans l'encadrement des fenêtres.

## Spectacles
- Première production en 2002 : Délit de façade. Ce spectacle a été fabriqué au Pont de La Croix (Le Vigan), (Auteur et mise en scène : Jean-Michel Moutte) puis a été créé en 2 étapes : novembre 2002 dans le cadre du festival Marionnettissimo (Muret) et juin 2003 dans le cadre du festival L'Échappée Belle (Blanquefort).
- Création juin 2005 : Autrement dit, mise en scène Alain Sachs, d'après la création originale 'Délit de façades' de Jean-Michel Moutte. Ce spectacle a été fabriqué à l'Atelier 231 dans le cadre du festival Viva Cité (Sotteville-lès-Rouen).
- Création 2008 : Menus Larcins, écriture et mise en scène : Dik Downey et Vicky Andrews, Mélanie Devoldère et Gaël Massé, Leandre Ribera, Sandrine Furrer et Armelle Després. Création au festival VivaCité, à Soteville les Rouen.

Son public est à la fois adulte et enfant.
- Été 2011 : Nouvelle version de Menus Larcins :  les quatre formes sur une même façade.